# Meziraa
Meziraa  ou Mziraa (em árabe: المزيرعة) é uma cidade e comuna localizada na província de Biskra, Argélia. Segundo o censo de 2008, a população total da cidade era de 7 601 habitantes.